# Ablajan Awut Ayup
| Uigurische Bezeichnung          | Uigurische Bezeichnung  |
| ------------------------------- | ----------------------- |
| Arabisch-Persisch (Kona Yeziⱪ): | ئابلاجان ئاۋۇت ئايۇپ    |
| Lateinisch (Yengi Yeziⱪ):       | Ablajan Awut Ayup       |
| Chinesische Bezeichnung         |                         |
| Kurzzeichen:                    | 阿布拉江·阿吾提阿尤府   |
| Umschrift in Pinyin:            | Ābùlājiāng·Āwútí'āyóufǔ |

Ablajan Awut Ayup (uigurisch ئابلاجان ئاۋۇت ئايۇپ; * 11. November 1984 in Guma, Hotǝn, Xinjiang, China) ist ein uigurischer Popsänger, der auf Uigurisch und auf Chinesisch singt.
Zu den bekanntesten Liedern von Ablajan zählen Sɵyümlük mü’əllim (»Lieber Lehrer«), Oynaydiƣan bala barmu? (»Spielen da Kinder?«) und Aptap qiⱪ (»Komm heraus, Sonne!«).
Im Februar 2018 wurde er wahrscheinlich von den chinesischen Behörden verhaftet.